# Àcid tritriacontanoic
L'àcid tritriacontanoic (anomenat també, de forma no sistemàtica, àcid tritriacontílic o àcid psíl·lic) és un àcid carboxílic de cadena lineal amb trenta-tres àtoms de carboni, la qual fórmula molecular és {\displaystyle {\ce {C33H66O2}}}. En bioquímica és considerat un àcid gras, i se simbolitza per C33:0.

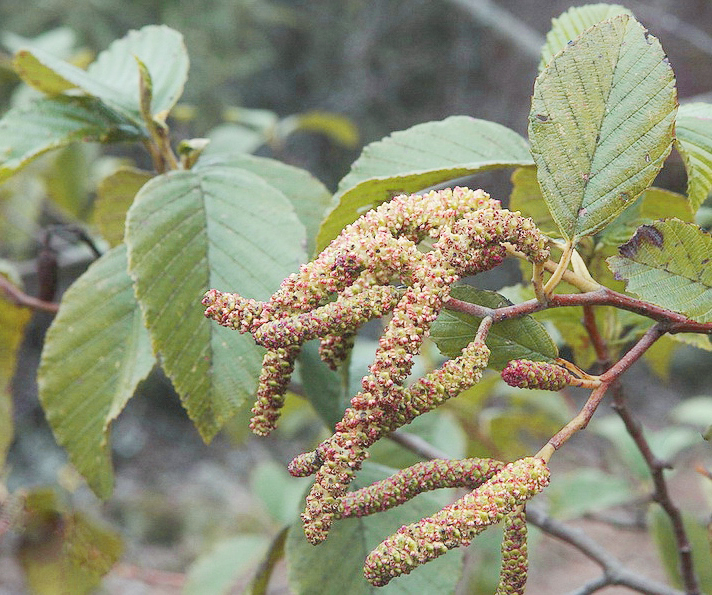
Alnus acuminata

L'àcid tritriacontanoic a temperatura ambient és un sòlid. S'aïllà de la cera dels psíl·lids que secreta l'insecte Psylla alni, paràsit dels arbres del gènere Alnus. També s'ha aïllat de les secrecions de Ceroplastes ceriferous.